# Аја Филипина (Болоња)
Аја Филипина (итал. Aia Filippina) је насеље у Италији у округу Болоња, региону Емилија-Ромања.
Према процени из 2011. у насељу је живело 18 становника. Насеље се налази на надморској висини од 14 м.